# Sjamb
Sjamb (armeniska: Շամբ) är en ort i Armenien. Den ligger i provinsen Siunik, i den sydöstra delen av landet, 160 kilometer sydost om huvudstaden Jerevan. Sjamb ligger 1 367 meter över havet och antalet invånare är 443. Den ligger vid sjön Sjambireservoaren.
Terrängen runt Sjamb är kuperad västerut, men österut är den bergig. Sjamb ligger nere i en dal. Närmaste större samhälle är Goris, 16,9 kilometer öster om Sjamb. 
Trakten runt Sjamb består i huvudsak av gräsmarker. Runt Sjamb är det ganska glesbefolkat, med 42 invånare per kvadratkilometer.